# راما كيشور سينغ
راما كيشور سينغ (بالهندية: राम किशोर सिंह؛ بالإنجليزية: Rama Kishore Singh) هو سياسي هندي، ولد في 28 ديسمبر 1964. نشط حزبياً في حزب القوى العاملة العامة ‏. في 2014 Indian general election in Vaishali Lok Sabha constituency ‏، انتخب عضو لوك سابها السادسة عشر ‏ عن دائرة Vaishali Lok Sabha constituency ‏ وقد انضم خلال فترته النيابية ‏  للكتلة البرلمانية حزب القوى العاملة العامة ‏.